# 納洛酮
納洛酮（INN：naloxone）商品名為 Narcan 等，是一種阿片受体拮抗剂，主要用於逆轉或減少類阿片藥物的作用，如促醒和解除呼吸抑制，注射给药起效很快。例如個體於類阿片藥物過量後而呼吸困難甚至是停止時，用來恢復正常呼吸。藥物於靜脈注射後兩分鐘內開始發生作用，肌肉注射後五分鐘內開始發揮作用，鼻腔噴霧給藥後十分鐘內開始發揮作用。納洛酮阻斷類阿片藥物的作用時間可達30至90分鐘。由於阿片类藥物作用的時間較納洛酮長，因此在以納洛酮進行治療時必須多次給藥。
對類阿片藥物依賴者施用納洛酮，可能會導致類阿片藥物戒斷後果，例如煩躁不安、焦慮、噁心、嘔吐、心率加快和出汗。預防此情況的做法可在每隔幾分鐘給予小劑量，直到達到預期效果。對於有心臟病史或服用會對心臟產生負面影響藥物的人，可能會出現進一步的心臟問題。這種藥物可能導致胎兒和母親都出現戒斷症狀，因此，母親和胎兒都應受到監測，直到情況穩定，建議僅在懷孕個體有明確需要且益處大於風險時使用。納洛酮是一種非選擇性和競爭性類阿片藥物受體拮抗劑。它能逆轉類阿片藥物所導致的中樞神經系統和呼吸系統抑制。
納洛酮於1961年取得專利，並於1971年在美國被批准用於治療類阿片藥物過量。它已列入世界衛生組織基本藥物標準清單中。

## 醫療用途

### 類阿片藥物過量

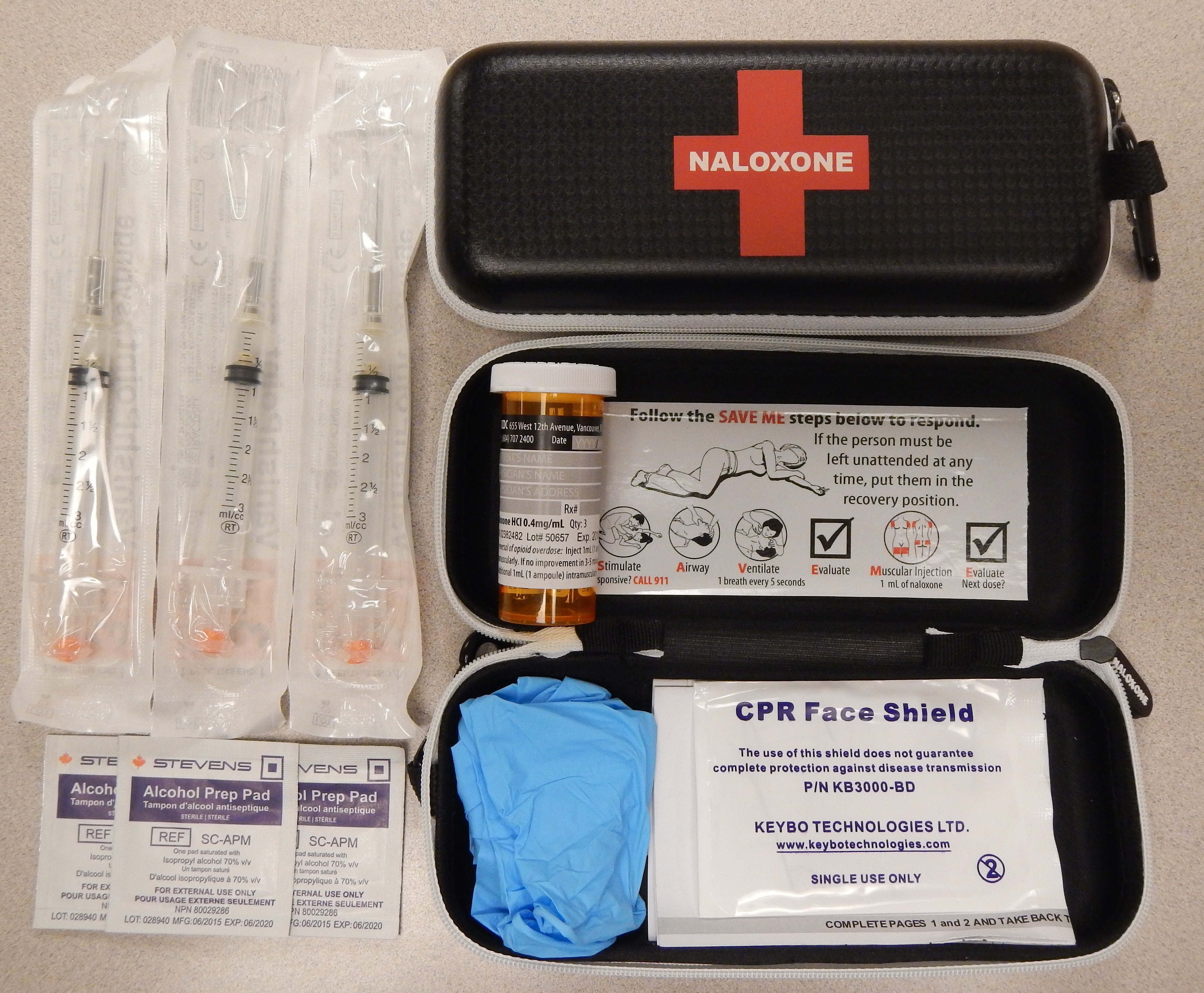
在加拿大英屬哥倫比亞省分發的納洛酮施用套件。

納洛酮對於治療急性類阿片藥物過量以及類阿片藥物引起的呼吸或精神抑制都有效。然而對於因類阿片藥物過量而導致心跳停止的患者是否有效則尚不明確。
納洛酮被納入發放給海洛因、芬太尼和其他類阿片藥物使用者，以及緊急應變人員的緊急藥物過量急救包中。此種做法已證明可降低藥物過量致死率。建議若個人服用高劑量類阿片藥物（每日嗎啡等效劑量超過100毫克）、使用的處方中包含類阿片藥物且伴有苯二氮平類藥物，或被懷疑或已知有非醫療用途使用類阿片藥物的行為，則應開立納洛酮處方作為應急解毒劑。開立納洛酮處方應同時提供標準衛教，內容包括預防、識別和應對藥物過量、人工呼吸以及接洽緊急服務。
向可能發生藥物過量者分發納洛酮是降低傷害策略中的一項做法。
然而對於生物半衰期較長的類阿片藥物，呼吸抑制會在納洛酮藥效消退後再次出現，因此在初始給予一定劑量，然後監控，根據患者反應和類阿片類藥物的種類，予以追加或持續給藥，以確保藥物濃度能持續覆蓋類阿片類藥物的作用。

### 可樂定過量
納洛酮也可用於降血壓藥物 - 可樂定 - 過量的解毒劑。可樂定過量對兒童尤其重要，因為即使小劑量也可能造成嚴重傷害。然而關於使用納洛酮治療可樂定過量症狀（即心率緩慢、低血壓和意識模糊/嗜睡）的療效存在爭議。案例報告中使用的劑量為0.1毫克/公斤（最大劑量為2毫克/劑），每1-2分鐘重複一次（總劑量10毫克），顯示出不一致的療效。由於文獻中使用的劑量均不相同，因此很難就納洛酮在此類情況下的效果得到結論。納洛酮在可樂定過量中的效用機制尚未被充分了解。然而有人認為內源性類阿片藥物受體介導大腦和身體其他部位的交感神經系統，因而使用納洛酮可能有效。

### 預防娛樂性類阿片藥物使用
採口服或舌下給藥納洛酮，人體的吸收率不佳，因此常與丁丙諾啡、噴他佐辛等多種口服或舌下類阿片藥物製成複方藥。這樣一來，當患者正常吞服或舌下含服時，只有類阿片成分會發揮作用。這種獨特的藥物設計，主要目的是防止將類阿片藥物濫用。
- 正常使用下：由於納洛酮口服或舌下吸收不良，藥物中的類阿片成分（例如丁丙諾啡）能夠正常發揮其治療效果，而納洛酮幾乎不會進入體內而產生作用。
- 防止靜脈注射濫用：一旦有人試圖以水溶解這些藥丸或舌下片後進行靜脈注射，納洛酮就會被充分吸收。此時納洛酮會迅速阻斷類阿片藥物的作用，[12][29]導致使用者出現劇烈的戒斷症狀，而非預期的欣快感。這種機制能打消藥物濫用者利用注射方式作娛樂用途的念頭，而有效預防藥物受到非醫療用途濫用。[29]

然而美國藥物濫用和精神健康服務管理局（SAMHSA）的臨床指南指出，如果丁丙諾啡和納洛酮的複方製劑被經常使用丁丙諾啡或丁丙諾啡/納洛酮的個體注射，那麼丁丙諾啡仍會產生激動劑作用，而納洛酮將無法產生拮抗劑作用。這是因為注射後阻斷丁丙諾啡所需的納洛酮劑量遠大於丁丙諾啡/納洛酮（例如商用品牌名稱為Suboxone的藥物）藥片和薄膜藥片中所含的納洛酮劑量。如果沒有身體依賴類阿片藥物的個人注射丁丙諾啡/納洛酮複方製劑，納洛酮所產生的抑制作用藥效（例如欣快感）相當有限，該個體預期仍會體驗到欣快感。

### 其他用途
在2003年對已發表的研究報告進行統合分析，顯示納洛酮能改善出現休克患者的血流，包括敗血性休克、心因性休克、出血性休克或脊髓休克，但無法確定這是否能降低患者的死亡率。
口服納洛酮已被用於減緩類阿片藥物引起的便秘（OIC）。於2018年所做的一項統合分析，引用5項針對此目的的測試研究，發現對此類治療會比安慰劑更有效，但並未探討個別治療（如納洛酮）的效果。因此該研究無法就納洛酮治療的有效性取得結論。
纳洛酮可用于急性酒精中毒引起的呼吸抑制，但这点多见于中国大陆方面的文献，并未受到西方指南认同。1981年动物实验认为作用和肝内氧化还原反应的正常化有关。1983年、1993年人体临床实验认为无效。
人民卫生出版社第9版《药理学》（2018）对此用法的描述是：“试用于急性酒精中毒、休克、脊髓损伤、脑卒中以及脑外伤的救治”。至于其余提到的用途，此处作短评：
- 休克：Cochrane（2003）认为可以提高血压，尤其是平均动脉压，但临床意义（例如对死亡率的效果）仍不明确[40]。
- 脊髓损伤：分析8个治疗指南的综述发现没有治疗指南推荐，还有一个反对使用[41]。其会提升痛感和阿片需求量[42]。
- 脑卒中：非系统综述认为似乎比丹参有效，但本身并没有足够证据表明纳洛酮可以减少残疾[43]。
- 脑外伤：Pubmed完全没有这方面的综述。

### 特殊族群

#### 懷孕與哺乳
目前未知納洛酮是否會分泌至母乳中，但由於口服製劑的生物利用度不高，因此不太可能影響哺乳中的嬰兒。

#### 兒童
納洛酮可用於治療在分娩過程中暴露於母體宮內類阿片藥物的嬰兒，但目前沒有足夠證據支持使用納洛酮可降低這些嬰兒的心肺和神經系統的抑制。在懷孕期間暴露於高濃度類阿片藥物的嬰兒，可能會在圍產期受窒息的情況下導致中樞神經系統損傷。納洛酮已被研究用於改善此類族群的預後，但目前得到的證據仍嫌薄弱。
納洛酮可透過靜脈、肌肉或皮下注射為兒童和新生兒給藥，以逆轉類阿片藥物的影響。美國小兒科學會建議僅限於靜脈注射，因為其他兩種給藥方式可能導致不可預測的吸收。給藥後，應監測至少24小時。對於因敗血性休克導致低血壓的兒童，納洛酮的安全性和有效性尚未確定。

#### 老年人
目前對於65歲及以上的個體尚不清楚反應是否存在差異。而通常由於老年人的肝腎功能下降，有導致體內納洛酮水平升高的可能性。

### 製劑形式

#### 靜脈注射
在醫院環境中通常透過靜脈注射給藥，發生作用時間為1-2分鐘，作用持續時間長達45分鐘。

#### 肌肉注射或皮下注射
納洛酮也可透過肌肉注射或皮下注射給藥。經由這類途徑給藥，藥效會在2到5分鐘內開始作用，持續時間約為30到120分鐘。

#### 鼻內給藥
商品名稱為Narcan的鼻噴劑於2015年在美國獲得批准，是美國食品藥物管理局（FDA）批准的首款用於緊急治療或疑似過量用藥的製劑。此產品由LightLake Therapeutics與美國國家藥物濫用研究所合作開發。
也可將一種霧化器連接到注射器上，將藥物霧化後送達鼻黏膜。這對於周遭常發生藥物過量案例且已備有注射器的醫療場所來說特別實用。

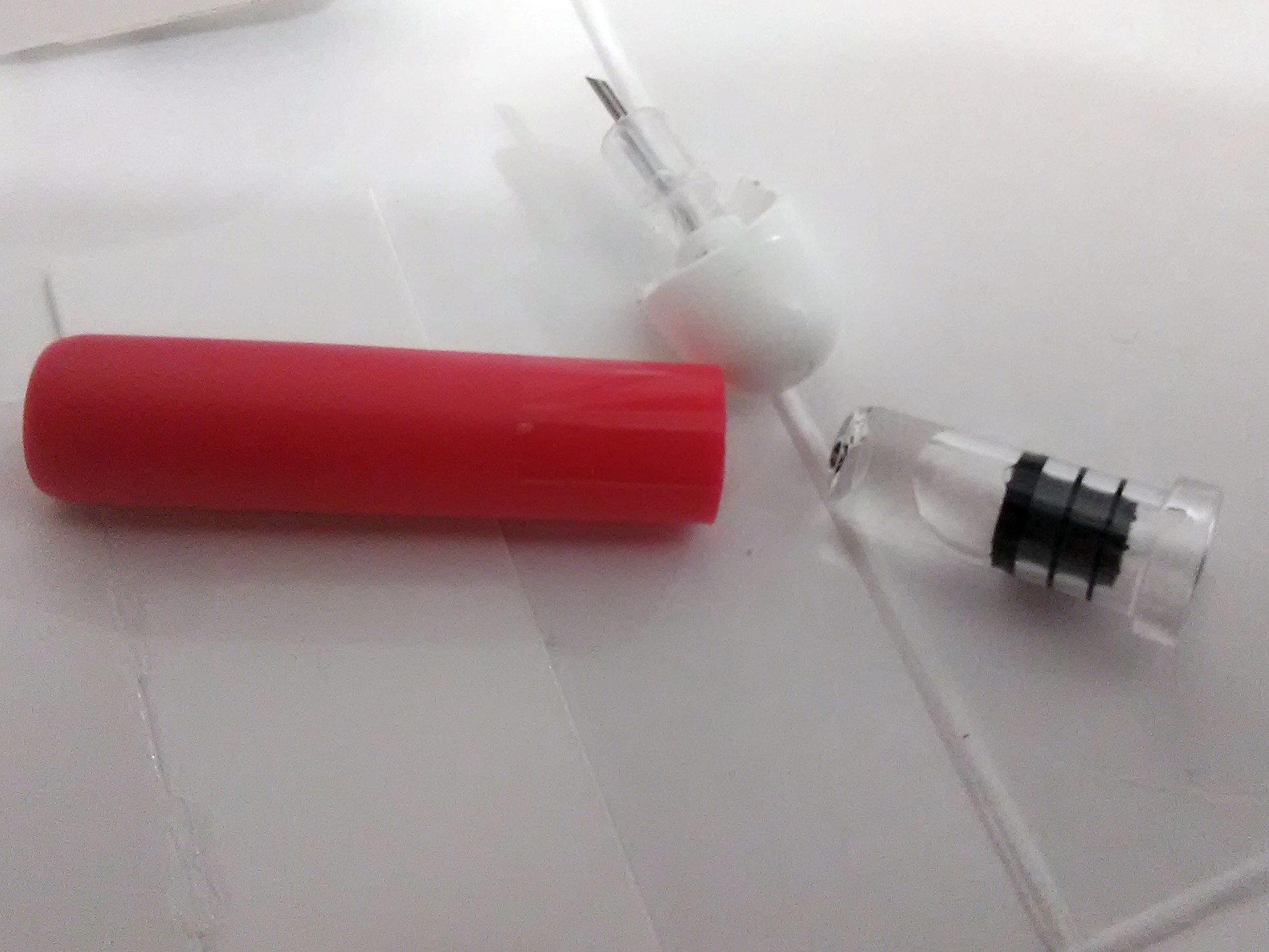
納洛酮鼻噴劑器械的內部構造。

## 副作用
對使用類阿片藥物的人施用納洛酮，可能會導致類阿片藥物戒斷症狀快速發作。
如果個體體內沒有類阿片藥物，納洛酮幾乎沒有作用。對於體內有類阿片藥物的人，納洛酮可能會引起出汗增加、噁心、煩躁不安、顫抖、嘔吐、潮紅和頭痛。在罕見情況下，也曾出現心律不整、癲癇發作和肺水腫。
納洛酮已被證明會阻斷身體自然產生具有止痛作用的腦內啡。這些腦內啡可能作用於納洛酮所阻斷的相同類阿片受體。如果安慰劑與隱藏或盲法注射的納洛酮一同施用，納洛酮能夠阻斷安慰劑的止痛反應。其他研究發現單獨使用安慰劑就能啟動身體的μ-類阿片腦內啡系統，透過與嗎啡相同的受體機制達到止痛效果。
對於心血管疾病患者以及目前正在服用可能對心血管系統產生不良影響（例如引起低血壓、肺部積液（肺水腫）和心律不整）藥物的人，應慎用納洛酮。曾有報告指出類阿片拮抗劑的突然逆轉會導致肺水腫和心室顫動。
使用納洛酮治療娛樂性使用類阿片藥物的人，可能會導致急性類阿片藥物戒斷症狀，並伴隨令人痛苦的生理症狀，如發抖、心跳過速和噁心。這些症狀反過來可能導致攻擊性行為和不願接受進一步治療。

## 藥理學

### 藥效學
納洛酮是一種親脂性化合物，可作為非選擇性、競爭性的類阿片受體拮抗劑。納洛酮的藥理活性異構物是(−)-納洛酮。納洛酮對μ-類阿片受體（MOR）的結合親和力最高，其次是δ-類阿片受體（DOR），對κ-類阿片受體（KOR）的結合親和力最低。納洛酮對痛敏肽受體的親和力可忽略不計。

### 藥物動力學
納洛酮透過腸外途徑（非口服或非直腸給藥，例如靜脈注射或一般注射）給藥時，會迅速分佈到全身。血清平均生物半衰期約為30到81分鐘，比某些類阿片藥物的平均半衰期短。如果類阿片受體需要長時間停止作用，則需重複給藥。納洛酮主要由肝臟代謝，其主要代謝物是納洛酮-3-葡萄糖醛酸苷，會經由尿液排出人體。對於患有肝病（如酒精性肝病或肝炎）的個體，使用納洛酮並未顯示會增加血清肝酵素水平。
口服納洛酮後，由於肝臟首渡效應，全身生物利用度較低，但它確實會阻斷位於腸道中的類阿片受體。

## 化學
納洛酮，又稱為N-烯丙基去甲羥嗎啡酮或17-烯丙基-4,5α-環氧-3,14-二羥基嗎啡喃-6-酮，是一種合成的嗎啡喃衍生物，源自於類阿片止痛劑羥嗎啡酮（14-羥基二氫嗎啡酮）。羥嗎啡酮則源自於類阿片止痛劑及罌粟的天然成分嗎啡。納洛酮是兩種對映異構物（(–)-納洛酮（左旋納洛酮）和(+)-納洛酮（右旋納洛酮））的外消旋體，其中只有前者對類阿片受體具有活性.該藥物具有高度親脂性，使其能夠迅速滲透大腦，並達到比嗎啡高得多的腦血清比。與納洛酮相關的類阿片拮抗劑還有：賽普地美、納美芬、納洛得因、納洛醇和那曲酮。

## 歷史
納洛酮於1961年由莫澤斯·J·列文斯坦（Mozes J. Lewenstein）、傑克·費希曼（Jack Fishman）和日本三共製藥（現已合併成為第一三共）共同取得專利。於1971年在美國獲准用於治療類阿片藥物使用障礙。

## 社會與文化

### 不實資訊
納洛酮一直都是許多不準確媒體報導的主題，且有許多關於它的都市傳說。
其中一個迷思是納洛酮會讓服用者變得有暴力傾向。另一說法是發生所謂的"拉撒路派對 (Lazarus parties)"，據稱人們在這些派對上服用致命劑量的藥物，預期會受到納洛酮治療而獲救治（"拉撒路"源自於聖經中耶穌讓死人復活的故事）。但實際上這是一個由警方散佈的虛構故事。還有一個說法是人們沉迷於"溜溜球 (yo-yoing)"行為，他們同時服用納洛酮和類阿片藥物以享受極致的"快感"，隨後又恢復意識。這類說法在科學上並無絲毫意義。

### 名稱
此藥物在國際非專有藥名（INN）、英國批准名稱（BAN）、法國通用名稱（DCF）、義大利通用名稱（DCIT）和日本認可名稱（JAN）均為naloxone（納洛酮）。而鹽酸納洛酮（naloxone hydrochloride）則是其美國採用名稱和英國批准名稱（修訂版）。
該藥物的專利已過期，目前市面上有其學名藥販售。一些配方採用專利給藥器（噴霧裝置或自動注射器），而鼻噴劑學名藥的專利糾紛在2016年至2020年間引發訴訟，最終法官裁定學名藥製造商梯瓦勝訴。梯瓦於2021年12月宣佈推出首個學名鼻噴劑配方。納洛酮的品牌名稱有Narcan、Kloxxado、Nalone、Evzio、Prenoxad Injection、Narcanti、Narcotan和Zimhi等。

### 法律地位與執法及急救人員的取得
品牌名稱為Nyxoid的納洛酮於2017年9月獲准在歐盟用於醫療用途。
在美國，某些鼻腔用納洛酮無需處方即可合法取得。
在加拿大，納洛酮單次使用注射器套件可在各診所和急診室分發和提供。阿爾伯塔省健康服務局正在增加全省所有急診室、各藥局和診所的納洛酮套件分發點。

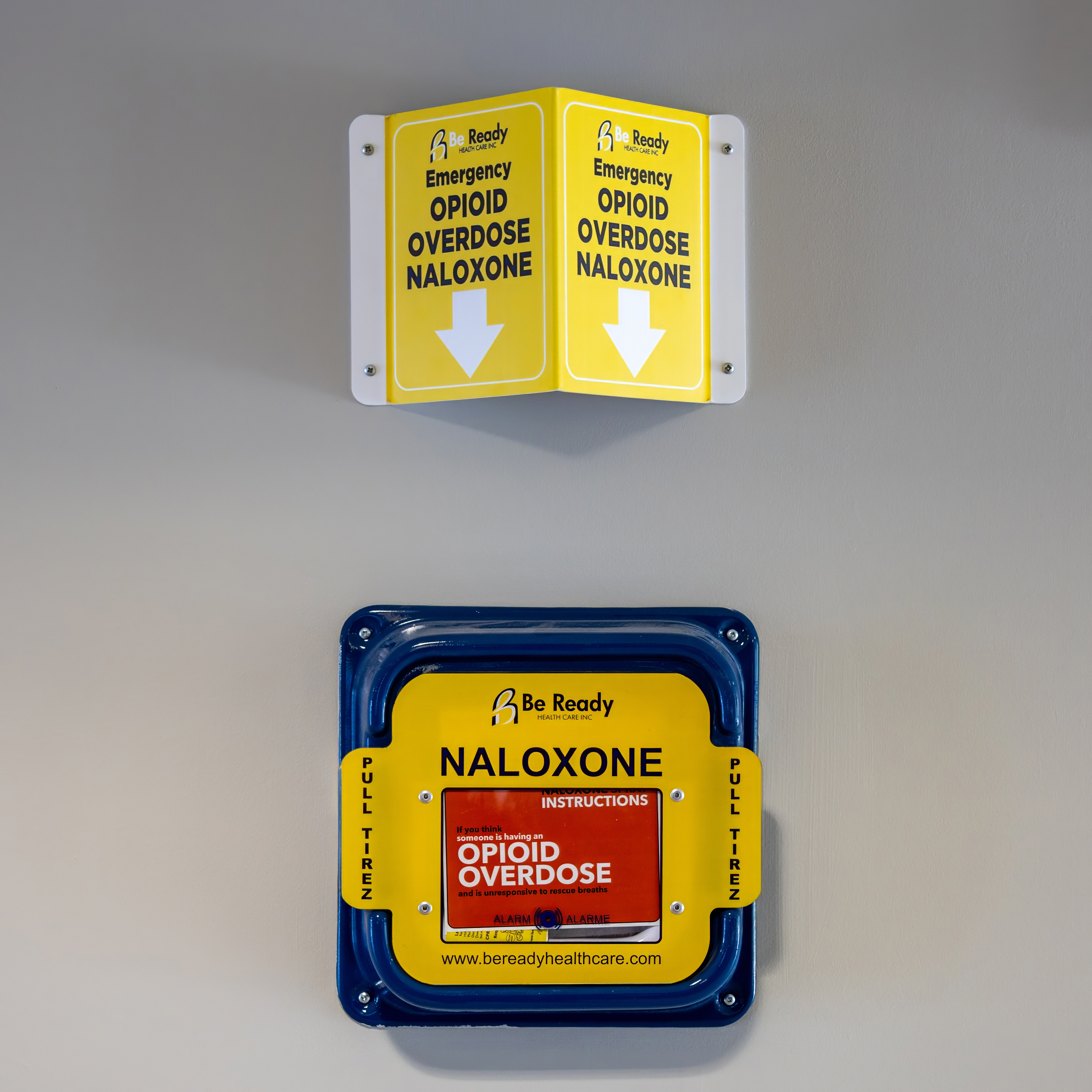
於加拿大阿爾伯塔省卡加利皇家山大學展示的的緊急納洛酮套件。

### 社區取得性

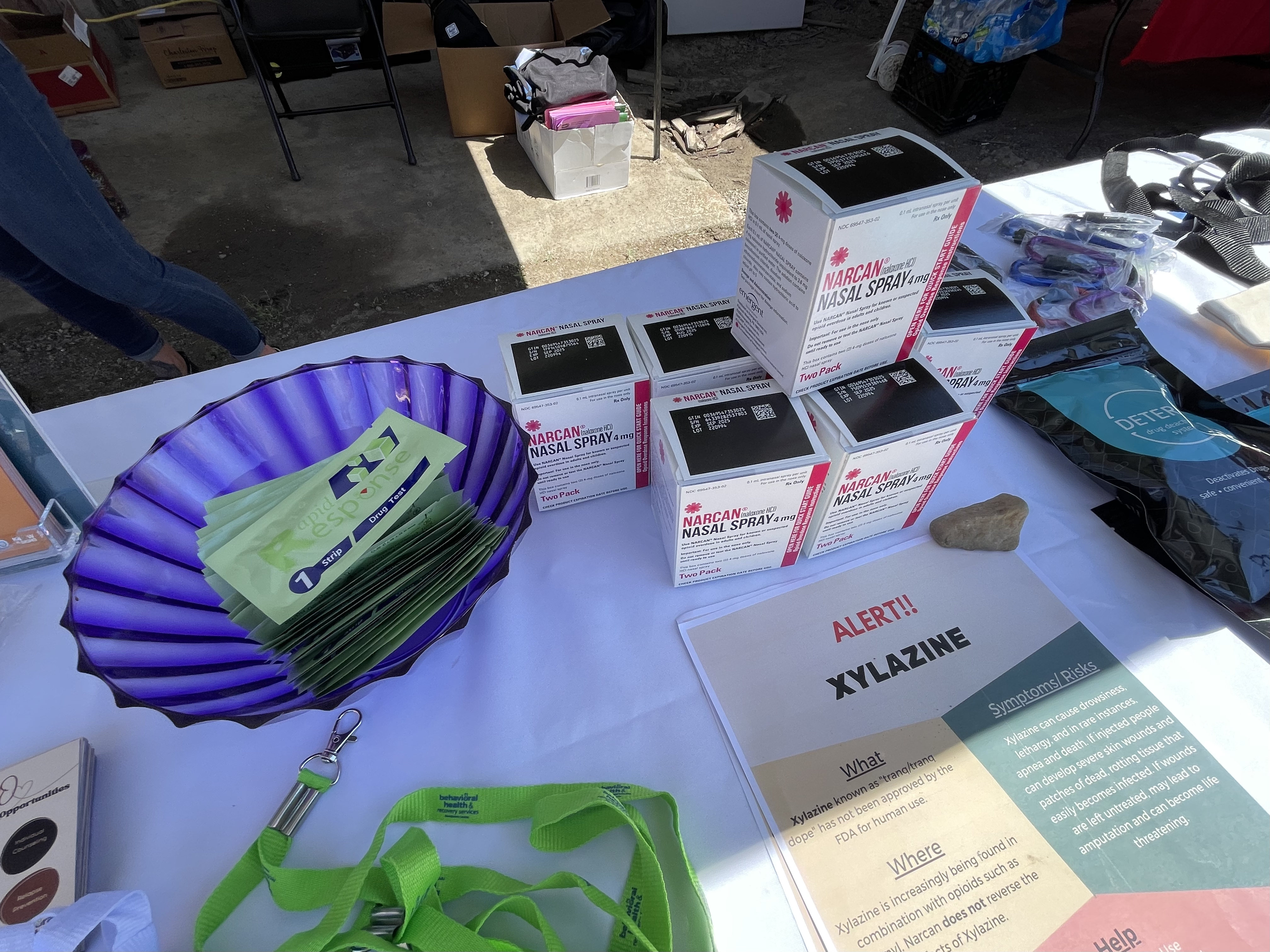
美國加利福尼亞州霍普蘭某社區活動中，免費發放的納洛酮和檢測試紙。

於2021年12月針對美國一般民眾進行的一項調查顯示大多數人相信受過訓練的旁觀者可使用納洛酮以逆轉藥物過量，此為一有科學支持的觀點。
許多北美城市正在推行為類阿片藥物使用者提供的"居家型納洛酮"計畫。美國疾病管制與預防中心（CDC）估計，截至2014年，美國針對藥物使用者及其照護者的居家型納洛酮處方和使用培訓計畫，已達成預防10,000例類阿片藥物過量死亡案例。
根據澳大利亞的"居家納洛酮計畫"(Take Home Naloxone programme)，部分形式的納洛酮可在藥局免費，"並無需處方箋"而取得。
一家美國新創公司於2015年推出一款鑰匙圈盒，讓納洛酮更容易隨身攜帶，供緊急情況時使用。

## 獸醫用途
納洛酮在貓狗身上用於逆轉純粹的μ-類阿片受體激動劑的作用，以及在心肺驟停期間逆轉類阿片藥物影響。通常透過靜脈注射給藥，但以較高劑量的鼻內給藥，在狗身上也能發揮作用。使用納洛酮後可能會發生藥效反彈（renarcotisation，指鴉片類藥物的效果又再次顯現），尤其是在使用嗎啡喃類藥物時。據報導，施用納洛酮可能導致精神狀態改變和眼瞼痙攣，發生原因不明，但可能歸因於戒斷症狀、全身性高血壓或腦血管張力快速變化所導致。一項針對馬匹的研究報告指出，施用納洛酮可減少內毒素休克引起的右心室壓力升高和心率增加。

## 延伸閱讀
- . IPCS/CEC Evaluation of Antidotes Series 1. Cambridge University Press. 1993  [2004-02-15]. ISBN 0-521-45459-X. EUR 14797 EN. （原始内容存档于2003-12-15）.

## 外部連結
- . MedlinePlus.
- . U.S. Substance Abuse and Mental Health Services Administration (SAMHSA. 2024-03-26.

Template:Opioid receptor modulators